# Kočovce
Kočovce je naseljeno mjesto u okrugu Nové Mesto nad Váhom u  Trenčínskom kraju u Slovačkoj.

## Stanovništvo
| Godina:     | 1993. | 2003.   | 2013.   | 2023.    |
| ----------- | ----- | ------- | ------- | -------- |
| Broj ljudi: | 1353  | 1398    | 1484    | 1795     |
| Razlika:    |       | +3,32 % | +6,15 % | +20,95 % |

| Godina:     | 2022. | 2023.   |
| ----------- | ----- | ------- |
| Broj ljudi: | 1735  | 1795    |
| Razlika:    |       | +3,45 % |

Prema podacima o broju stanovnika iz 2023. godine naselje je imalo 1795 stanovnika.

## Vanjske poveznice
|  | Zajednički poslužitelj ima još gradiva o temi Kočovce |

- Službena stranica naselja (sl.)